# Rustam Kasimdzhanov
Rustam Kasimdzhanov (tiếng Uzbek: Rustam Qosimjonov; tiếng Nga: Рустам Касымджанов; sinh ngày 5 tháng 12 năm 1979) là một đại kiện tướng cờ vua Uzbekistan. Anh là nhà vô địch thế giới FIDE năm 2004. Anh sinh ra ở Tashkent và là người Uzbek.

## Sự nghiệp ban đầu

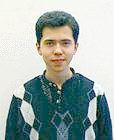
Kasimdzhanov tại Porz năm 1999

Thành tích tốt nhất của anh trước khi trở thành nhà vô địch thế giới là chức vô địch châu Á năm 1998, hạng nhì thanh niên thế giới năm 1999, vô địch tại Essen năm 2001, vô địch Pamplona 2002 (thắng playoff cờ chớp trước Victor Bologan sau khi cả hai cùng kết thúc giải với 3½ điểm /6 ván), vô địch với 8 điểm / 9 ván tại Vlissingen Open năm 2003, đồng vô địch với Liviu-Dieter Nisipeanu với 6 điểm / 9 ván tại Pune năm 2005, huy chương đồng (9½ điểm / 12 ván) bàn một tại Olympiad cờ vua 2000 và á quân Cúp cờ vua thế giới năm 2002 (thua Viswanathan Anand ở chung kết). Anh cũng từng tham dự giải đấu danh giá Wijk aan Zee hai lần vào năm 1999 và 2002, tuy nhiên không đạt kết quả tốt.

## Vô địch thế giới FIDE năm 2004
Tại Giải vô địch cờ vua thế giới FIDE 2004 tổ chức tại Tripoli, Libya, Kasimdzhanov bất ngờ lọt vào chung kết, sau khi lần lượt vượt qua các đối thủ Alejandro Ramírez, Ehsan Ghaem Maghami, Vassily Ivanchuk, Zoltán Almási, Alexander Grischuk và Veselin Topalov. Anh gặp Michael Adams ở chung kết để tranh ngôi vô địch và giành quyền đấu với số 1 thế giới lúc đó Garry Kasparov.
Tại trận đấu 6 ván, hai đấu thủ đều thắng hai ván, do vậy phải đánh tiếp cờ nhanh phân định thắng thua. Kasimdzhanov thắng ván đầu dù cầm đen sau khi trải qua một hình cờ khó khăn. Ở ván thứ hai anh hòa và trở thành nhà vô địch FIDE mới.

## Các giải vô địch thế giới khác

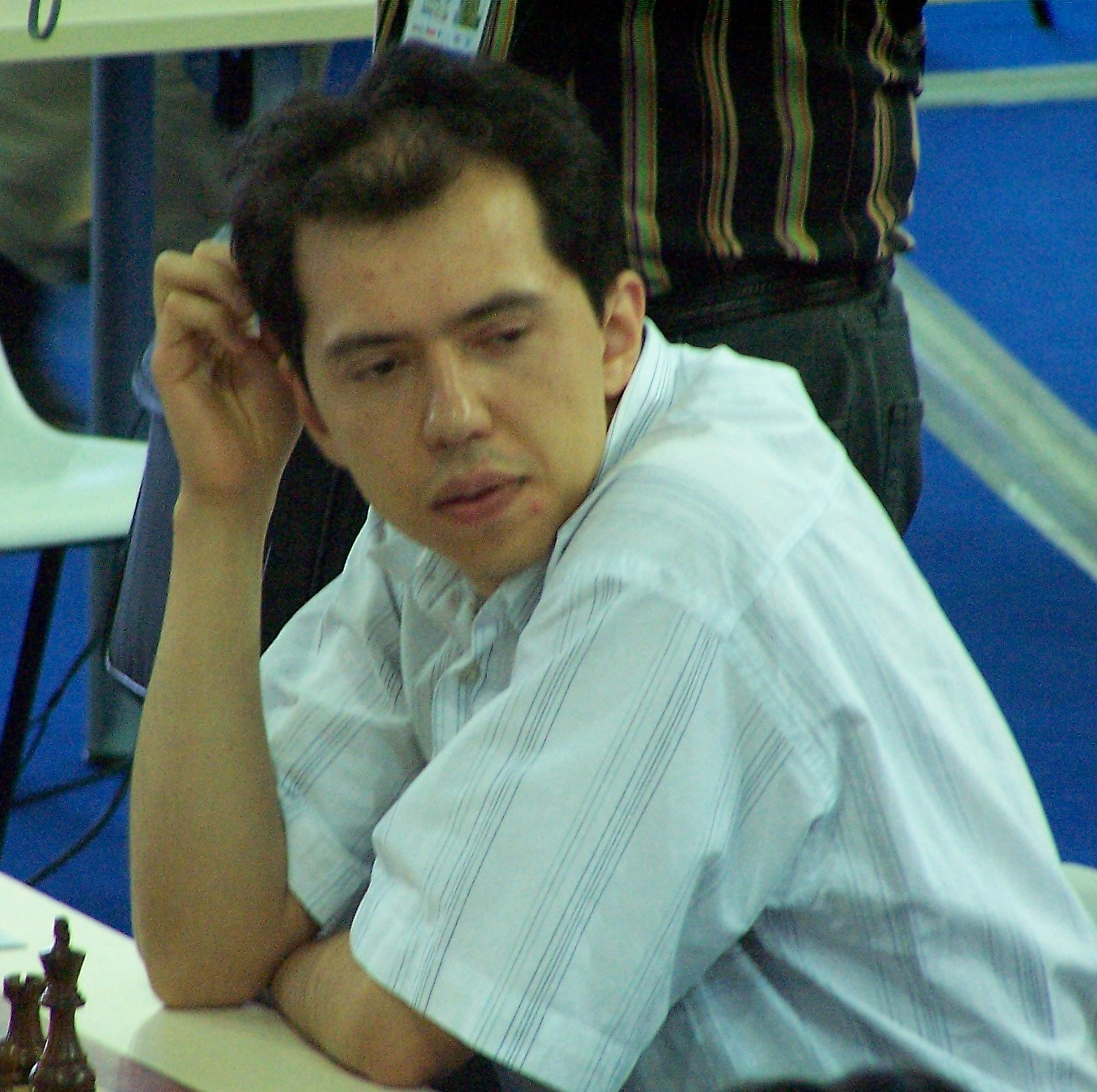
Kasimdzhanov tại Olympiad cờ vua Torino 2006

Ngôi vô địch năm 2004 giúp Kasimdzhanov được mời tham dự Giải vô địch cờ vua thế giới FIDE 2005, gồm 8 kỳ thủ đánh vòng tròn hai lượt. Anh xếp đồng hạng 6–7.
Tiếp theo, anh cũng được vào thẳng vòng ứng viên của Giải vô địch cờ vua thế giới 2007, gồm 16 kỳ thủ đánh loại trực tiếp. Tuy nhiên anh bị loại ngay vòng đầu.

## Sự nghiệp sau chức vô địch thế giới
Kasimdzhanov lần đầu có mặt tại giải Linares năm 2005, tuy nhiên xếp cuối bảng. Năm 2006, Kasimdzhanov thắng giải đấu kiện tướng Corsica bằng đánh loại trực tiếp. Năm 2010, anh vô địch nội dung cờ nhanh nam ở Đại hội Thể thao châu Á 2010. Trong thời gian gần đây, anh luôn duy trì được mức Elo quanh 2700.
Kasimdzhanov còn từng là trợ tá cho cựu vua cờ Viswanathan Anand, giúp Anand chuẩn bị và đóng góp vào thành công của Anand khi bảo vệ ngôi vua cờ trước Vladimir Kramnik năm 2008, Veselin Topalov năm 2010 và Boris Gelfand năm 2012. Năm 2016, anh là trợ tá cho Sergey Karjakin tại Candidates 2016.

## Một số ván đấu tiêu biểu
- Rustam Kasimdzhanov gặp Viktor Korchnoi, Julian Borowski-A lần thứ 4 năm 2002, Phòng thủ Pháp: nhánh cổ điển, biến Burn (C11), 1–0
- Michael Adams gặp Rustam Kasimdzhanov, Giải vô địch thế giới FIDE 2004, phòng thủ Sicilia: biến tấn công Nyezhmetdinov–Rossolimo (B30), 0–1
- Veselin Topalov gặp Rustam Kasimdzhanov, Giải vô địch thế giới FIDE 2004, phòng thủ Ấn Độ cánh hậu: hệ thống Ấn Độ loại trừ hậu (E17), 0–1
- Rustam Kasimdzhanov gặp Viswanathan Anand, Giải vô địch thế giới FIDE 2005, phòng thủ Sicilia: biến Najdorf (B90), 1–0